# مانويل سوبرال
مانويل سوبرال (مواليد 12 سبتمبر 1968) هو ملاكم كندي، مثّل بلاده في الألعاب الأولمبية الصيفية 1988.

## روابط خارجية
- مانويل سوبرال على موقع بوكس ريك (الإنجليزية) (registration required)
- مانويل سوبرال على موقع اللجنة الأولمبية الدولية (الإنجليزية)
- مانويل سوبرال على موقع أوليمبيديا (الإنجليزية)